# Svenskar i Frankrike
Till svenskar i Frankrike (franska: Suedois en France) räknas personer som är folkbokförda i Frankrike födda i Sverige, och personer som har sitt ursprung i Sverige. Den svenska närvaron i Frankrike är månghundraårig.

## Historia
Under medeltiden och renässansen fanns det svenska soldater och krigare som deltog i europeiska konflikter, inklusive i Frankrike. Ett av de mest kända exemplen på detta är under det Hundraåriga kriget (1337–1453), då svenska legosoldater deltog i strider på Frankrikes sida mot England. Detta var en tid då många svenskar tjänstgjorde som soldater i olika europeiska arméer.
Under Sveriges stormaktstid, särskilt under kung Gustav II Adolfs regeringstid (1611–1632), hade Sverige ett stort inflytande i Europa. Sverige och Frankrike hade ett nära militärt och politiskt samarbete, vilket ledde till att svenska soldater och officerare deltog i flera konflikter i Frankrike. Gustav II Adolf skickade även diplomater till Frankrike för att säkra Sveriges intressen i Europa.
På 1700-talet och under den franska revolutionen var Sveriges engagemang i Frankrike främst diplomatiskt. Flera svenskar besökte Frankrike under revolutionen, och det fanns svenska medborgare som påverkades av revolutionens idéer om frihet och jämlikhet. Under Napoleonkrigen på 1800-talet hade Sverige och Frankrike växlande relationer, där vissa svenskar kämpade på Napoleons sida medan andra stödde de allierade.
Under 1800-talet och början av 1900-talet började fler svenskar bosätta sig i Frankrike för att arbeta eller studera, särskilt i Paris, som var ett centrum för konst och kultur. Svenska konstnärer och författare, såsom August Strindberg, Selma Lagerlöf och Anders Zorn, tillbringade perioder i Frankrike och påverkades starkt av fransk kultur och konstnärliga strömningar.

### Svenskhusen i Normandie

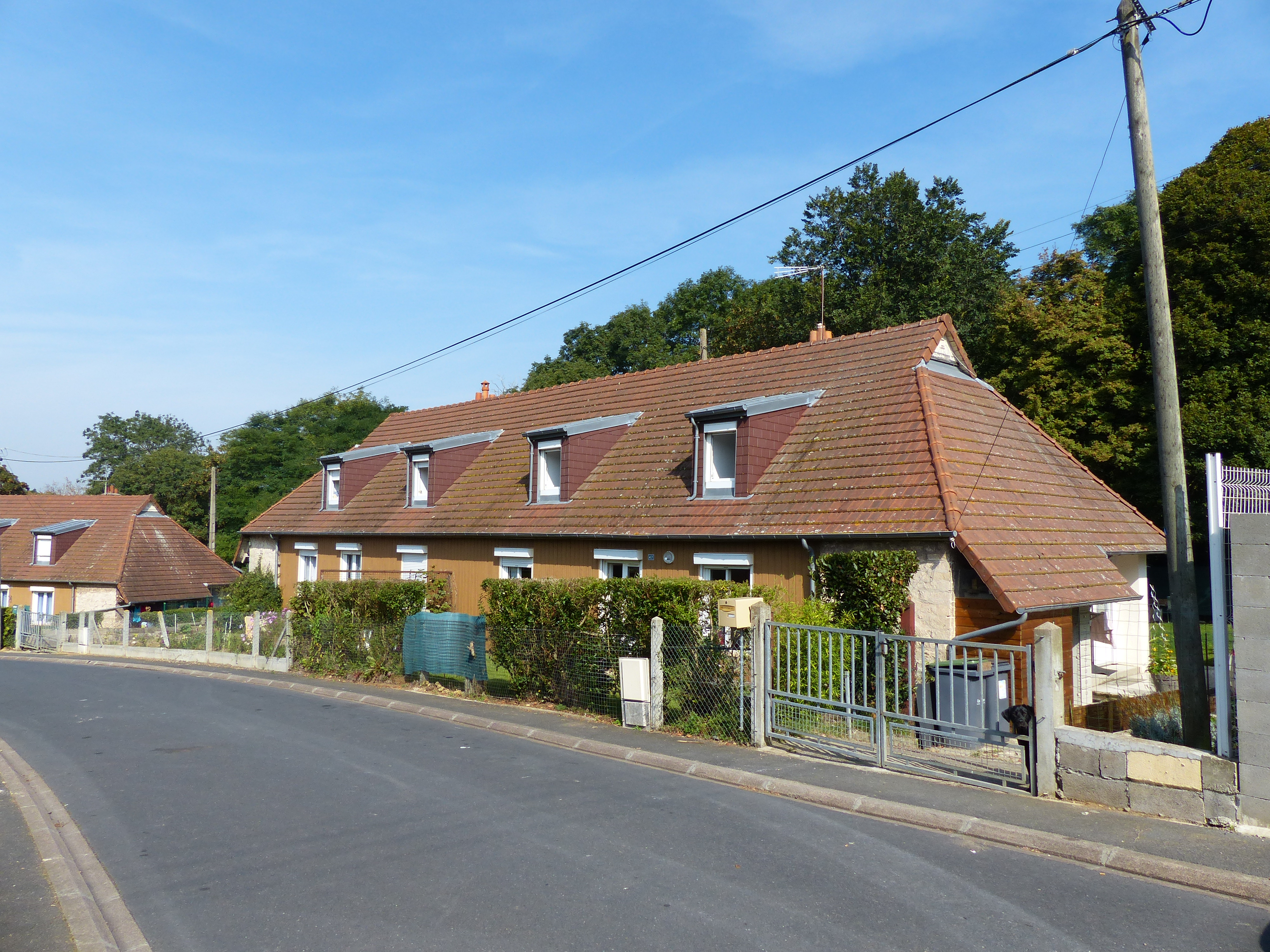
Colombelles Cité Suédoise i september 2014.

"Svenskhusen" (franska:"les Suédoises"), är nära 400 hus som uppfördes i tio kommuner i departementet Calvados i Normandie i Frankrike, efter andra världskrigets slut.
I slutskedet av andra världskriget, inför invasionen av Normandie 1945, bombade de allierade Normandie för att göra det svårare för tyskarna. Journalisten Victor Vinde kom till Calvados och såg att barnfamiljer bodde i källare under utbombade hus. Han skildrade misären i Göteborgs Handels- och Sjöfartstidning. Många i Sverige blev upprörda.
Rädda Barnen, svensk träindustri och svenska snickare slog sig samman för att hjälpa de nödställda. Prins Bertil tog ledningen för hjälpinsatsen, som regeringen ställde sig bakom. Man använde sig av metoden för de monteringsfärdiga småhus som uppförts i många städer. Husen behövde dock anpassas efter fransk tradition, vilket gjordes av arkitekten Sven Ivar Lind som varit verksam i Paris.
För frakten fick tremastade träskutor ("111:or") anlitas då det fanns magnetiska minor i vattnen. I båtlast efter båtlast fraktades nästan 400 monteringsfärdiga bostäder, flera daghem och en kyrka till Caen. Arbetet med att sätta upp husen leddes av Eric Egerö på Försvarets bostadsanskaffningsnämnd. Färdigställandet försenades på grund av svårigheter att få loss behövligt byggnadsmaterial från franska myndigheter. Först 1947 kunde invigning ske.
Jämfört med franska förhållanden var husen, med två eller tre lägenheter i varje länga, välplanerade och "lyxiga", med förhållandevis stora ytor, rinnande vatten, centralvärme och ett modernt svenskt kök. Inomhusklimatet i trähusen var också behagligare än i de franska stenhusen.
Tio kommuner fick varsitt svenskt stadsområde, "Cité Suédoise": Aunay sur Odon, Bretteville sur Laize, Caen, Colombelles, Condé sur Noireau, Fleury sur Orne, Lisieux, Mézidon, St André sur Orne och Thury Harcourt.